# 제4수송사령부
제4수송사령부(4th Transportation Command (4th TRANSCOM))는 미국 육군의 수송대 사령부이다. 주독 미군의 일원으로 유럽에 주둔하였고, 제2차 세계 대전과 베트남 전쟁에 참전하였다.

## 역사
1942년 3월 25일 워싱턴주 포트 루이스에서 제4출항만대로 창설되어, 유럽 전구에 보내졌다. 종전 후, 1945년 12월 7일 미국 본토로 귀환하여 뉴저지주 캠프 킬머에서 해산하였다.
1954년 7월 15일 버지니아주 포트 유스티스에서 재활성화되었다. 육군의 프랑크푸르트 교통통제소의 후신 조직인 COMZ 수송사령부는 다시 프랑크푸르트에 이동통제소를 설치하였다.
베트남 전쟁에는 초기부터 참전하여, 항구를 드나드는 수송선을 감독하였고, 철수한 뒤에는 1972년 6월 28일 워싱턴주 포트 루이스에서 해산하였다.

### 독일
1965년 2월 1일에 임시로 설립된 COMZEUR 본부의 수송부는 프랑스 오를레앙 근처의 하보드 막사(Harbord Barracks)에 본부를 둔 COMZ 수송사령부로 분리되었다. 프랑크푸르트 이동통제소, 제2항공중대, 제22, 56항공분견대를 휘하에 두고, 독일 브레머하펜과 라인강, 벨기에 베네룩스, 포르투갈 리스본에 있는 항만 터미널을 작전통제하였다.
1966년 프랑스 정부는 북대서양 조약 기구 탈퇴와 함께 외국군의 철수를 요구하였다. "FRELOC→프랑스에서 빠른 재배치" 작전으로 프랑스를 벗어나 독일 뤼데스하임암라인의 아즈빌 막사로 본부를 옮겼다. 1967년 7월 17일 COMZEUR 본부는 수송사령부를 독일 보름스에 본부를 둔 수송국으로 대채하였는데, 수송국 또한 1968년 2월 5일 해체되고, 중앙유럽 교통관리국(Traffic Management Agency, Central Europe)과 제107수송여단을 합쳐 다시 COMZEUR 수송사령부를 설립하였다. COMZEUR HQ는 제37수송단을 전속시켰다.
1968년 12월 2일에 발효된 USAREUR 일반명련 제254호에 따라 같은 날 독일 오버우어젤의 캠프 킹에 유럽 수송사령부가 임시로 설립되었다.
1969년 1월 27일, USAREUR 일반명련 제27호로 이동통제소와 데이터처리부대를 배속받고, 3월 3일 발효된 USAREUR 일반명령 제46호로 임시상태에서 벗어났다.
1970년 7월 15일, 미국 육군 유럽 터미널사령부가 미국 브레머하펜 지원관구(US Forces Support District, Bremerhaven)와 미국 육군 유럽 수송터미널단으로 분리되었다. 유럽 수송터미널단은 브레머하펜에서 로테르담으로 옮겨갔고, 9월 21일에 기능이 정상화되었다.
1974년 6월 30일, 미국 유럽 육군/제7군의 "CHASE→본부와 구역지원요소의 통합" 계획에 따라 이동통제국과 접견단 본부가 수송사령부 본부에 통합되었다.
1975년 4월 1일(5월 9일?), 유럽수송사령부는 제4수송여단으로 재조직화 및 재조정되었다.
1981년 4월 16일, 제4수송사령부로 복원되었다.
1989년 12월 13일, 부대기를 반납하는 것으로 47년간의 활동을 마치고 사령부는 해체되었다. 예하 제37수송단이 제21전구군지역사령부 휘하로 전속되고 사령부로 재편성되었다.

## 구조

### 상위조직
- COMZEUR, 1962년
- 제1군수사령부, 베트남 전쟁
- 제21전구군지역사령부, 1988년

### 편성

#### 베트남 전쟁
- 제125수송사령부 (A형 터미널); 1966년 10월 4일 ~ ?
  - 제10수송대대 (터미널)
  - 제11수송대대 (터미널); 1965년 8월 5일 ~ ?
  - 제71수송대대 (터미널)
- 제58수송대대 (항공기 정비보급)(종합 지원)
- 붕따우/메콩강 삼각주 임시수송대대 (Transportation Battalion Vung Tau/Delta (Provisional)); 1967년 7월 30일 ~ ?

#### 유럽 수송사령부
USATRANSCOMEUR
- 본부 및 본부중대
- 유럽 이동통제소 (USAMCAEUR); ~ 1974년 6월 30일, 해체
- 제37차량수송단
  - A,D,F,G,H 분견대
- 유럽 수송터미널단 (USATTGE);
  - 제1,2 분견대
- 유럽 접견단 (United States Army Reception Group, Europe); ~ 1974년 6월 30일, 해체
  - 제1,2 분견대
- 자동데이터처리부대 (Automatic Data Processing Unit)
- 제87수송분견대 (중형 화물차) - 카이저슬라우테른, 카파운 막사
- 제28수송화물차대대 - 만하임, 테일러 막사
- 제53수송화물차대대 - 카이저슬라우테른, 카파운 막사
- 제106수송화물차대대 - 루스셀스하임암마인, 아즈빌 막사
- 제6966민간노무단수송대대 - 카이저슬라우테른, 플라스키 막사
- 제205항공중대; 1973년 6월 29일

#### 주독 미군
- 제1전구수송이동관제국; 1986년 2월 17일 ~ 1989년 12월 13일[1]
- 라이나우 철도정비처 (Rail Maintenance Activity, Rheinau (RMAR)); 1976년 7월 1일 ~ 1977년 9월 30일
- 제205항공중대; 1973년 6월 29일 ~ 1989년 12월 13일
- 제570헌병소대/중대 (철도 경비); 1976년 7월 1일 ~ 1989년 12월 13일, 1995년 8월 15일, 해산

## 기록

### 계보
- 1942년 3월 12일, Headquarters and Headquarters Company, 4th Port of Embarkation
→제4출항만대, 본부 및 본부중대
- 1942년 11월 7일, 4th Port Headquarters and Headquarters Company, Transportation Corps
→수송대 제4항만대, 본부 및 본부중대
- 1944년 5월 16일, Headquarters and Headquarters Company, 4th Port
→제4항만대, 본부 및 본부중대
- 1954년 6월 11일, Headquarters and Headquarters Company, 4th Transportation Terminal Command
→제4수송터미널사령부, 본부 및 본부중대
- 1954년 6월 15일 - 정규군에 할당됨.
- 1961년 6월 23일, Headquarters and Headquarters Company, 4th Transportation Command
→제4수송사령부, 본부 및 본부중대
- 1975년 4월 1일,  (Headquarters and Headquarters Company, 4th Transportation Brigade
→제4수송여단, 본부 및 본부중대
- 1981년 2월 16일, Headquarters and Headquarters Company, 4th Transportation Command
→제4수송사령부, 본부 및 본부중대

### 전역
| 스트리머                   | 내역 |
| -------------------------- | --- |
| 제2차 세계 대전, 유럽 전구 | - 노르망디 - 북프랑스 |
| 베트남 전쟁                | - 방어 - 반격 - 반격, 2(II)단계 - 반격, 3(III)단계 - 구정공세 반격 - 반격, 4IV)단계 - 반격, 5(V)단계 - 반격, 6(VI)단계 - 1969년 구정공세 반격 - 1969년 여름-가을 - 1970년 여름-봄 - 성소 반격 - 반격, 제7(VII)단계 - 제1(I)차 통합 - 제2(II)차 통합 - 정전 |

### 스트리머
| 스트리머          | 내역                    |
| ----------------- | ----------------------- |
| 육군 우수부대표창 | 노르망디, 1944년        |
| 육군 우수부대표창 | 프랑스, 1945년          |
| 육군 우수부대표창 | 베트남 전쟁 1968년-1969 |

## 역대 지휘관
| 계급 | 성명                 | 취임임           | 이임일           |
| ---- | -------------------- | ---------------- | ---------------- |
| 대령 | Richard J. Pollard   | 1964년 3월 8일   | 1965년 9월 2일   |
| 대령 | Richard H. Chapin    | 1965년 9월 3일   | 1968년 2월 1일   |
| 대령 | Robert W. Larson     | 1968년 2월 2일   | 1970년 7월 2일   |
| 대령 | Frederick P. Howland | 1970년 6월 3일   | 1971년 9월 24일  |
| 대령 | Eric O. Rodenbeck    | 1971년 9월 25일  | 1971년 12월 21일 |
| 대령 | Joseph O. Meerbott   | 1971년 12월 22일 | 1973년 8월 23일  |
| 대령 | Franklin J. Glunn    | 1973년 9월 24일  | 1974년 7월 10일  |
| 대령 | John K. Henderson    | 1974년 7월 11일  | 1976년 4월 6일   |
| 대령 | Vincent M. Russo     | 1976년 4월 7일   | 1978년 5월 18일  |
| 대령 | Jimmy D. Ross        | 1978년 5월 19일  | 1980년 1월 8일   |
| 대령 | James Howard Dunn    | 1980년 1월 9일   | 1980년 2월 18일  |
| 대령 | Eugene R. Lanzillo   | 1980년 2월 19일  | ?                |

## 참고
1. ↑  “1st Transportation Agency”. 《history.army.mil》 (영어). Center of Military History. 2002년 6월 17일. 2017년 12월 3일에 확인함.

- “4th Transportation Command Unit History In Vietnam”. 《allanfurtado.com》 (영어). 2019년 6월 16일에 원본 문서에서 보존된 문서. 2019년 6월 16일에 확인함.
- “4th Transportation Command”. 《www.usarmygermany.com》 (영어). 2017년 12월 3일에 확인함.